# Diagonal 123
Diagonal 123 è un edificio situato a Barcellona in Spagna e progettato dall'architetto Dominique Perrault. L'edificio, con una pianta calpestabile di 9640 m2, è stato terminato nel 2009; situato di fianco al Habitat Sky sempre realizzato dall'architetto francese, è caratterizzato dall'utilizzo di vetro nero per la facciata ed è posizionato all'ingresso del nuovo quartiere della città catalana.